# 소말리아고슴도치
소말리아고슴도치(Atelerix sclateri)는 고슴도치과에 속하는 포유류의 일종이다. 소말리아의 토착종이다.